# Mattias Särnholm
Mattias Särnholm, född 4 november 1969, programledare och snickare känd för inredningsprogrammen Roomservice, Sofias Änglar och Stugdrömmar i Kanal 5. Särnholm deltog även tillsammans med Johnnie Krigström i programmet Hello Africa i Kanal 5, där de byggde ett barnhem åt tretton barn i Awassa i Etiopien.
I augusti 2012 meddelade Särnholm att han drabbats av den obotliga sjukdomen alopeci. Sjukdomen gör att man tappar allt hår.
Mattias Särnholm är uppväxt på Granängsringen i Tyresö kommun utanför Stockholm.

### Fotnoter
1. ↑  ”FAQ – Barnhemmet i Awassa”. https://barnhemmet.se/faq/. Läst 20 juli 2023.
2. ↑  Monika Israelsson (27 augusti 2019). ”Håret faller av i stora tussar” (på svenska). Aftonbladet. https://www.aftonbladet.se/nojesbladet/a/l1O7Qk/haret-faller-av-i-stora-tussar. Läst 26 augusti 2019.
3. ↑  ”Från Nyboda till TV”. Tyresöradion. 22 juni 2014. https://www.tyresoradion.se/1049. Läst 26 augusti 2019.